# Comtat Venaissí
El Comtat Venaissí (en occità: lo Comtat Venaicin o la Comtat i antigament lo/la Comtat de Venissa) és una regió històrica d'Occitània, entre el Roine, el Ventor i la Durença, comprenent les viles de Cavalhon, Carpentràs i Vaison, bé que la ciutat principal és Avinyó. Actualment, és integrada en el departament de la Valclusa, a la regió de Provença-Alps-Costa Blava.

## Història
Estigué sota la dominació dels burgundis i posteriorment del Regne de Provença d'Arle fins al 1032. Des del 1125 fou possessió dels comtes de Tolosa com a feu del Sacre Imperi Romanogermànic, sota el nom de marquesat de Provença. Després de la croada albigesa, el rei de França l'ocupà el 1271 i el donà al papa de Roma.
Quan el papa Climent V traslladà el papat a Avinyó el 1309, el comtat es convertí en un estat pontifici, i quan el papa retornà a Roma el 1377 encara fou considerat com a estat pontifici, i el papa hi era representat per un legat. Fou ocupat per les tropes franceses el 1663, 1668, 1768 i 1774, la Revolució Francesa hi triomfà el 1790, i l'any següent fou incorporat a França mitjançant un plebiscit, juntament amb un tros de la Provença alpina, i formà el departament francès de la Valclusa.

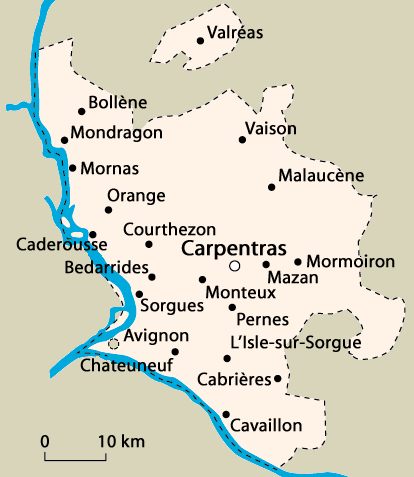
Mapa del Comtat (en francés)
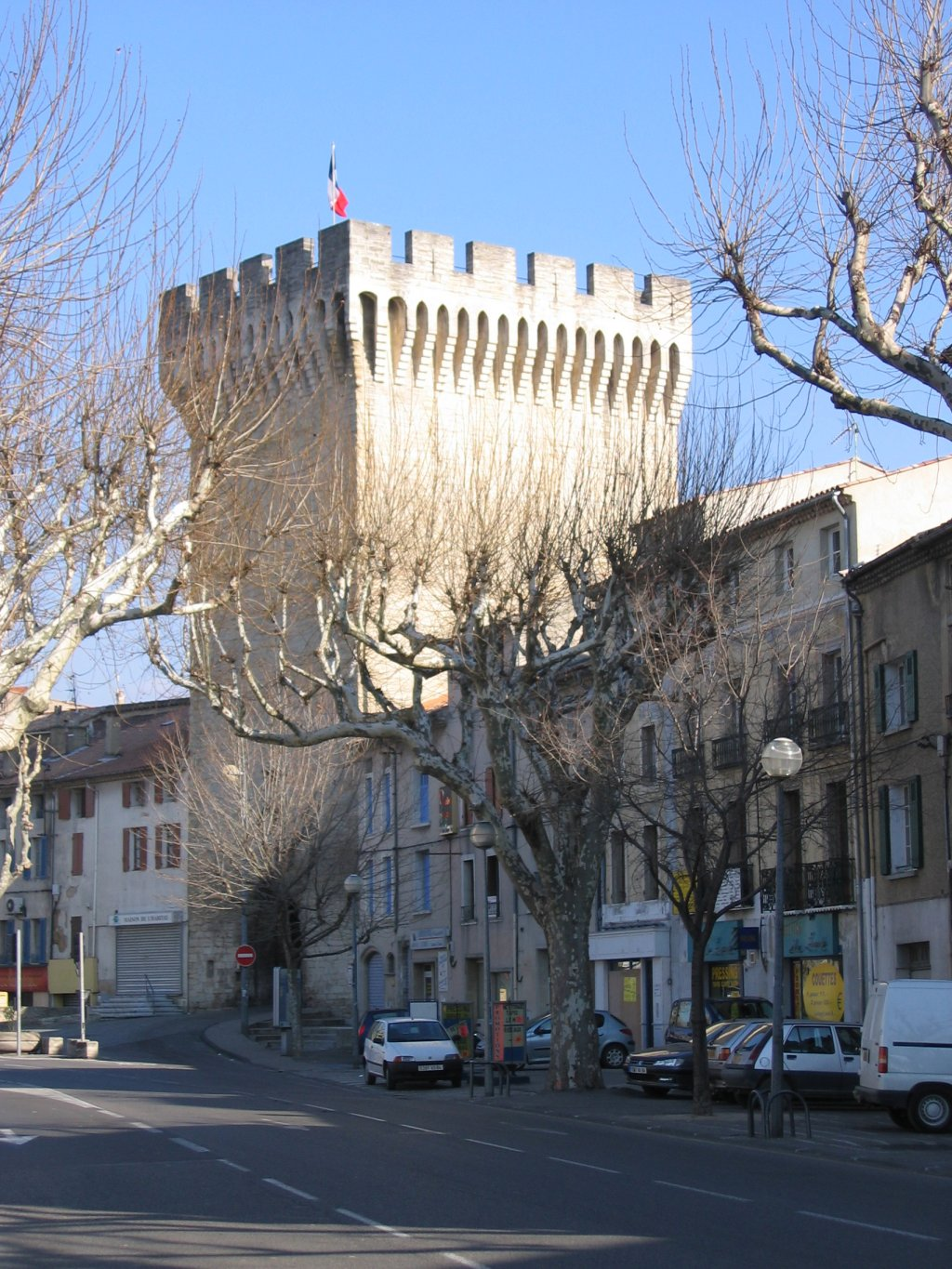
La vila de Carpentràs
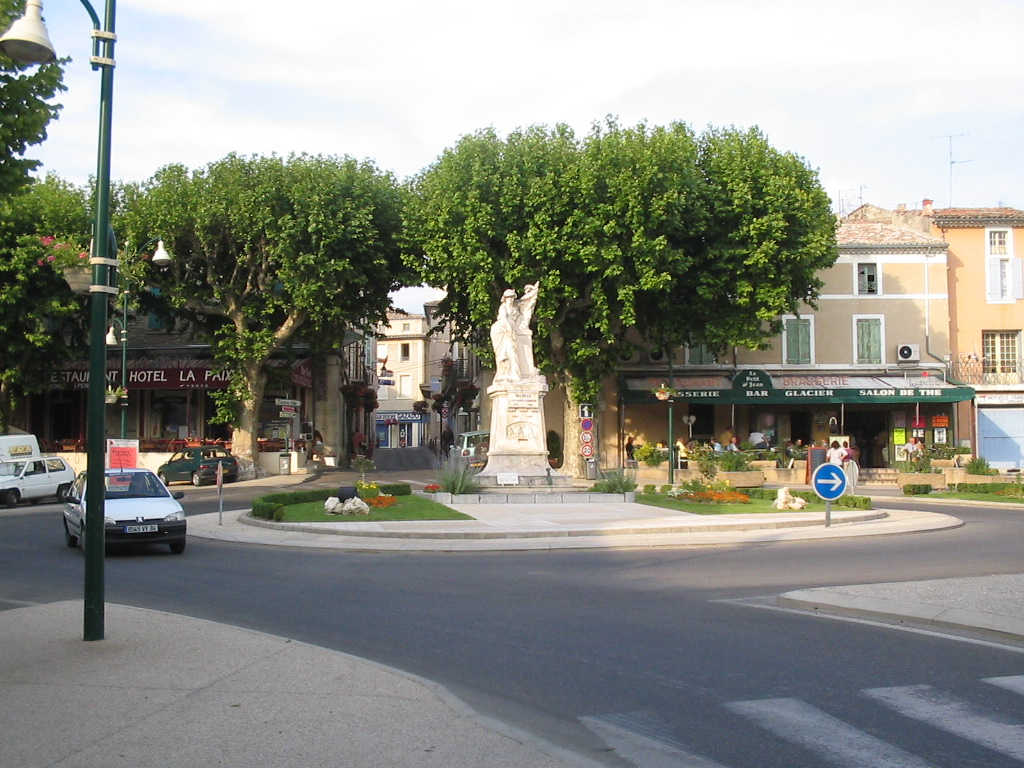
La vila de Vauriàs se centre de l'enclavament de Vauriàs o enclavament dels Papes, una zona del Comtat enclavada dins el Delfinat